# Courtesoult-et-Gatey
 Courtesoult-et-Gatey  es una población y comuna francesa, situada en la región de Franco Condado, departamento de Alto Saona, en el distrito de Vesoul y cantón de Champlitte.

## Demografía
| 255 | 258 | 254 | 274 | 485 | 502 | 460 | 444 | 377 | 352 | 357 | 320 | 314 | 316 | 293 | 257 | 242 | 218 | 201 | 233 | 148 | 158 | 150 | 156 | 126 | 120 | 119 | 120 | 102 | 80 | 76 | 72 | 62 |
| Para los censos de 1962 a 1999 la población legal corresponde a la población sin duplicidades (Fuente: INSEE [Consultar]) |     |     |     |     |     |     |     |     |     |     |     |     |     |     |     |     |     |     |     |     |     |     |     |     |     |     |     |     |    |    |    |    |